# Regionalverkehr Dresden

Logo bis Dezember 2016

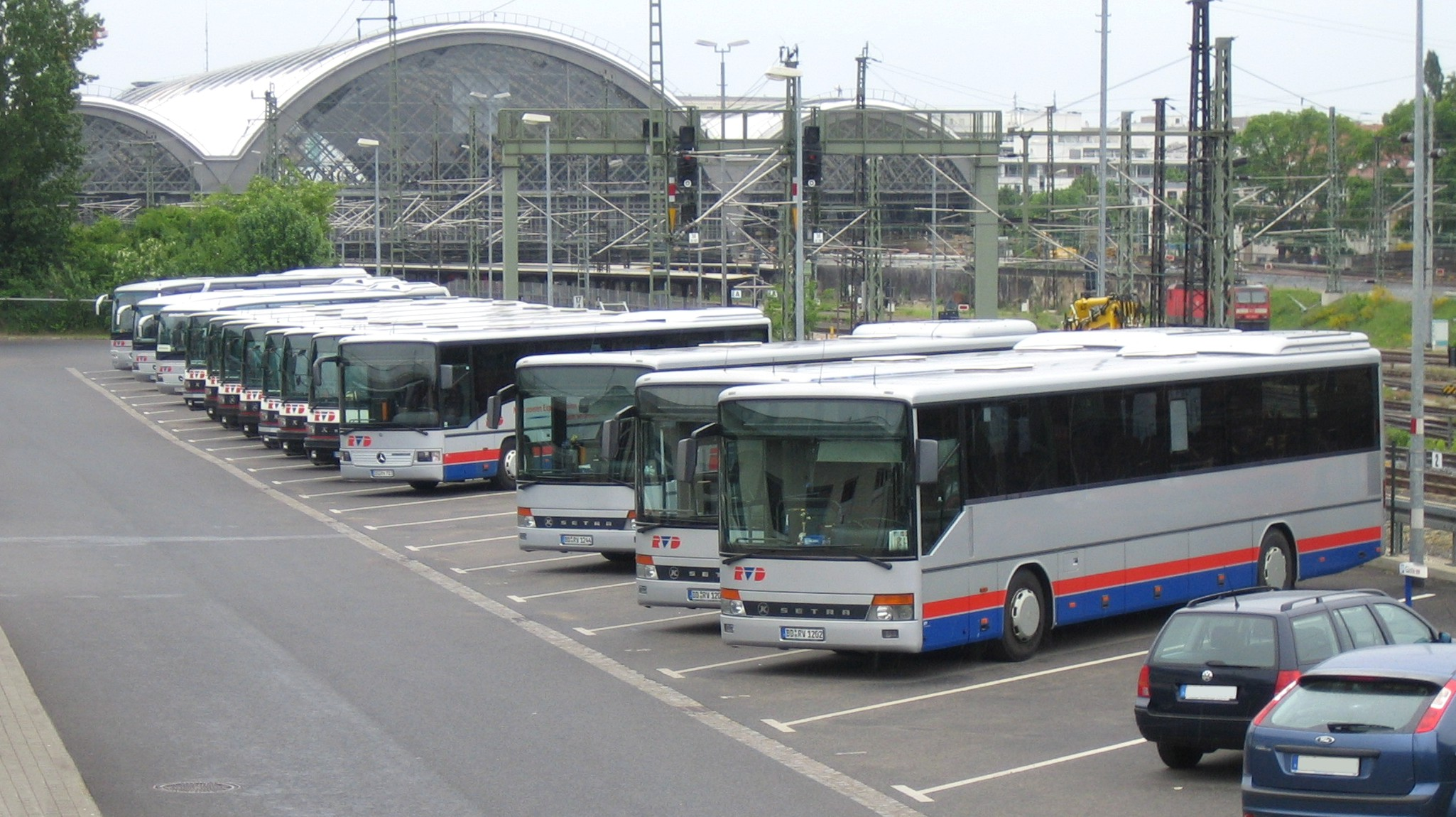
RVD-Busse im Betriebshof Ammonstraße am Dresdner Hauptbahnhof

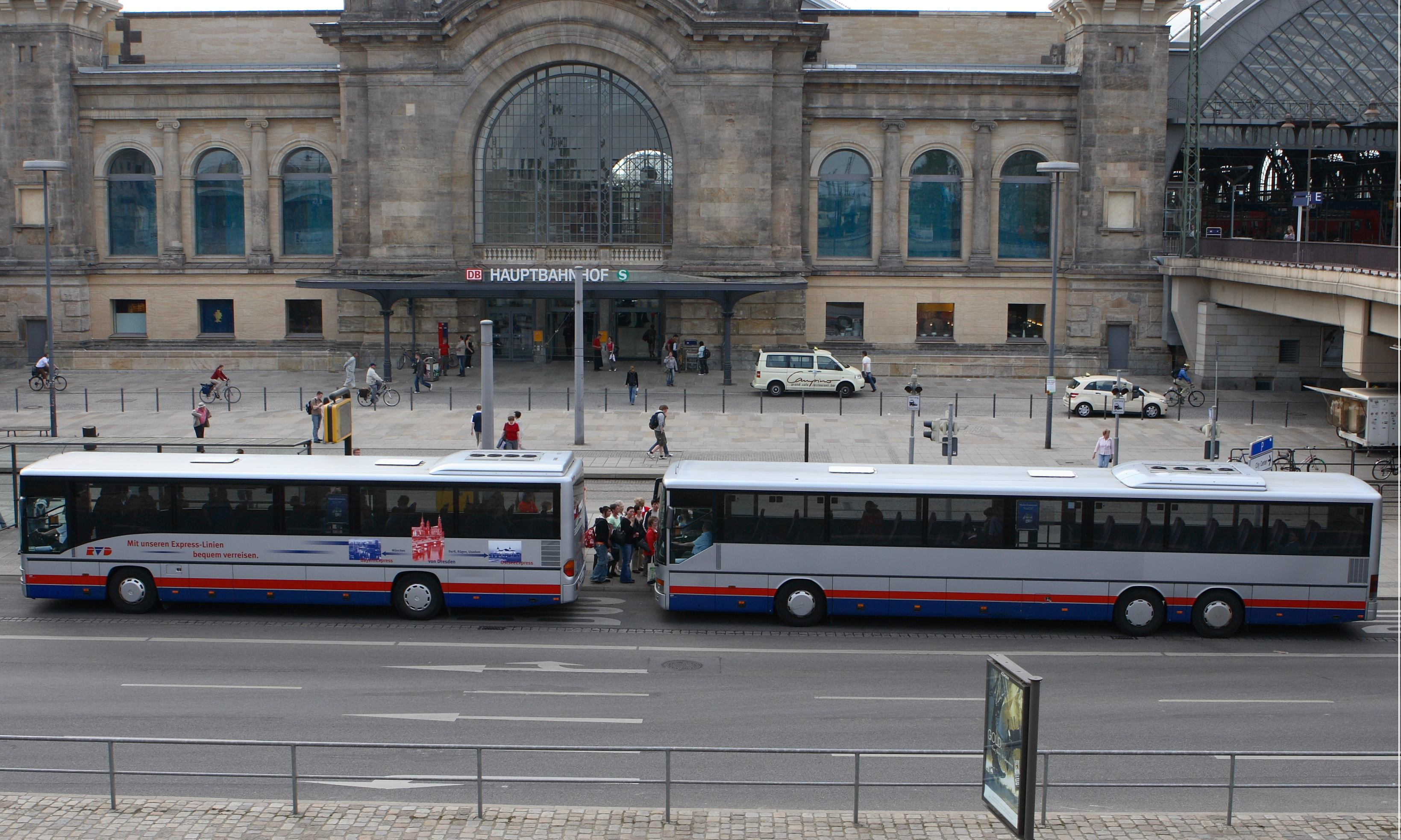
RVD-Busse am Hauptbahnhof Dresden

Die Regionalverkehr Dresden GmbH, kurz RVD, war ein Kraftverkehrsunternehemen in Sachsen. Es betrieb ausschließlich Buslinien bei Dresden im Auftrag des Verkehrsverbundes Oberelbe (VVO). Das Verkehrsgebiet umfasste zuletzt nur noch den früheren Weißeritzkreis im Osterzgebirge. Alle Linien im Norden von Dresden waren bereits früher an andere Betreiber abgegeben worden.
Das Unternehmen in Rechtsform der Gesellschaft mit beschränkter Haftung  (GmbH) war Ende 2018 zu 51 Prozent im Eigentum der Oberelbischen Verkehrsgesellschaft Pirna-Sebnitz (OVPS) und zu 49 Prozent im Eigentum des Landkreises Sächsische Schweiz-Osterzgebirge.
Zum 1. Januar 2019 verschmolzen RVD und OVPS zur Regionalverkehr Sächsische Schweiz-Osterzgebirge GmbH (RVSOE).
Die RVD war wie weitere sächsische Kraftverkehrsunternehmen mittelbarer Rechtsnachfolger der nach 1945 liquidierten, staatlichen Kraftverkehrsgesellschaft Sachsen (KVG Sachsen).

## Geschichte

### Allgemeines
Das Unternehmen wurde als Nachfolger der Sparte Personenverkehr des VEB Kraftverkehr Dresden am 6. Dezember 1991 gegründet. Zur Gründung verfügte die RVD GmbH über 168 Omnibusse, darunter 40 Gelenkbusse. Der Weißeritzkreis als ehemaliger Alleineigentümer des Verkehrsunternehmens verkaufte 51 % der Regionalverkehr Dresden GmbH an die DB Regio AG.
RVD-Fahrzeuge waren silbrig, unten mit einem rot-blauen Streifen abgesetzt. Etwa ab 2008 wurden die Fahrzeuge in weiß oder rotfarbig, wie auch andere Busse des DB-Konzerns, ausgeliefert.

### Liniennetzentwicklung
Zwischen August und Dezember 2008 verkehrten die Linien 208 (Pirna – Dippoldiswalde) und 211 (Pirna – Freital) gemeinsam mit der OVPS. Jedoch waren die Fahrgastzahlen deutlich unter den Erwartungen geblieben, sodass am 23. Dezember 2008 die letzten Fahrten durchgeführt wurden.
Im Juni 2013 eröffnete die Regionalverkehr Dresden GmbH einen neuen Betriebshof in Altenberg.
Am 16. Februar 2014 führte die RVD GmbH zusammen mit der DVB AG das neue Liniennetz Freital ein.
Zum 1. Januar 2018 wurden insgesamt 19 Linien an andere Verkehrsunternehmen abgegeben. Fünf Linien werden seitdem von der Verkehrsgesellschaft Meißen und 14 Linien von Regionalbus Oberlausitz betrieben. Für den Regionalverkehr Dresden wurde dabei sichergestellt, im eigenen Bediengebiet eine Direktvergabe erhalten zu können.

### Verschmelzung
Der Landkreis Sächsische Schweiz-Osterzgebirge bemühte sich ab der Kreisreform, in welcher der Weißeritzkreis mit dem Altkreis Sächsische Schweiz verschmolzen wurde, das Unternehmen komplett zu übernehmen. In diesem Zuge sollte der regionale Busverkehr im Landkreis, der seinerzeit im Altkreis Sächsische Schweiz von der Oberelbischen Verkehrsgesellschaft Pirna-Sebnitz betrieben wurde, vereinheitlicht werden, um damit auch eine sonst in zeitlicher Nähe notwendige Ausschreibung des Regionalverkehrs zu umgehen. Das Vorhaben scheiterte lange an der Deutschen Bahn, die ihre Anteile nicht verkaufen wollte.
Im Sommer 2016 wurde bekannt, dass sich die Bahn nach einiger Zeit zu Verhandlungen bereiterklärt hatte. Die Übernahme wurde vom Kreistag beschlossen, der zugehörige Vertrag konnte Ende September 2017 endgültig besiegelt werden. Rechtsgültig wurde dieser  am 1. Januar 2017, seitdem gehörten die Anteile und somit auch das Unternehmen der OVPS.
Das Bahnlogo war seit dem Eigentümerwechsel aus dem Logo der RVD GmbH verschwunden, das Liniennetz wurde zunächst beibehalten. Es war aber angedacht, den Fokus auf den Landkreis Sächsische Schweiz-Osterzgebirge zu legen und die Linien in den anderen Gebieten den jeweiligen Landkreisen zu überlassen.
Beide Unternehmen, die zusammen über 232 Busse verfügten und 565 Mitarbeiter beschäftigten (Stand 2018), blieben vorerst parallel bestehen. Dem folgte die Fusion mit der OVPS und zwar durch Verschmelzung der ehemaligen Oberelbischen Verkehrsgesellschaft Pirna-Sebnitz (OVPS) (aufnehmende Gesellschaft) und des Regionalverkehr Dresden (RVD) (übertragende Gesellschaft) mit Wirkung zum 1. Januar 2019 unter Umbenennung der OVPS in RVSOE. Seit 1. Januar 2019 ist die Firma erloschen.

## Liniennetz
Insgesamt bot die RVD GmbH im ÖPNV 40 Buslinien an (Stand 2018). Die bis 2016 betriebenen Fernbuslinien wurden gemeinsam mit verschiedenen Unternehmen innerhalb des BLB-Verbundes angeboten. Das ÖPNV-Liniennetz umfasste 2006 km.
Die RVD-Linie mit den höchsten Fahrgastzahlen war die Freitaler Stadtbuslinie A.

### Stadtverkehr Freital
| Linie | Verbindung |
| ----- | --- |
| A     | Dresden-Löbtau – Potschappel – Deuben – Coßmannsdorf – Somsdorf / Pfaffengrund                                                             |
| B     | (wird zur / kommt als Linie 66) – Dresden-Coschütz – Burgk – Deuben                                                                        |
| C     | Pesterwitz / Saalhausen – Zauckerode – Potschappel – Deuben – Hainsberg                                                                    |
| D     | Oberhermsdorf – Kleinopitz – Weißig – Deuben – Potschappel – Birkigt – Kleinnaundorf – Bannewitz                                           |
| E     | Wilsdruff – Braunsdorf – Wurgwitz – Zauckerode – Deuben – Raschelberg                                                                      |
| F     | Dresden-Gompitz – Kesselsdorf – Wurgwitz – Zauckerode – Deuben – Niederhäslich – Possendorf – Kreischa – Dresden-Prohlis – Dresden-Dobritz |

### Regionalverkehr
Die Linie 398 verkehrte im internationalen Verkehr von Dresden bis Teplice. Es wurden erhebliche Anstrengungen unternommen, auch angesichts des demographischen Wandels die Angebote aufrechtzuerhalten und selbst Kleinstsiedlungen nicht vom ÖPNV abzuhängen. Die Linien 333, 348 und 388 verkehrten seit 10. Juni 2018 als PlusBusse, die betroffenen Linien waren mit einem Plus hinterlegt. Seit 9. Dezember 2018 verkehrte die Linie 360 ebenfalls als PlusBus.
Linienübersicht des regionalen Busverkehrs:
| Linie | Verbindung |
| ----- | --- |
| +333  | Dresden-Zentrum – Dresden Hbf – Kesseldorf – Wilsdruff – Mohorn – Hetzdorf |
| 336   | Wilsdruff – Limbach – Helbigsdorf – Herzogswalde |
| 337   | Dresden-Gompitz – Kesselsdorf – Oberhermsdorf – Weißig/Wurgwitz – Zauckerode – Saalhausen |
| 343   | Tharandt – Edle Krone – Dorfhain – Klingenberg |
| 344   | Freital-Deuben – Tharandt – Grumbach – Wilsdruff |
| 345   | (Freital-Deuben –) Tharandt – Kurort Hartha – Fördergersdorf |
| 347   | Possendorf – Rabenau – Oelsa – Karsdorf |
| +348  | (Freital-Deuben-) Weißeritzpark – Rabenau – Oelsa – Karsdorf – Dippoldiswalde |
| 351   | Ortsverkehr Bannewitz: Wendeplatz – Cunnersdorf – Boderitz – Nöthnitz – Rippien – Goppeln – Gaustritz |
| 352   | Dresden-Zentrum – Dresden Hbf – Boderitz – Bannewitz – Possendorf |
| 353   | (Dresden-Kleinzschachwitz −) Dresden-Prohlis − Bannewitz – Possendorf |
| +360  | Dresden-Zentrum – Dresden Hbf – Bannewitz – Possendorf – Dippoldiswalde – Schmiedeberg – Kurort Kipsdorf – Kurort Altenberg – Zinnwald                                                                        |
| 361   | Stadtverkehr Dippoldiswalde: DW-Nord, Am Gymnasium – Markt – Busbahnhof – Süd – Ulberndorf |
| 362   | Dippoldiswalde Nord – Busbahnhof – Reichstädt Wendeplatz |
| 363   | Tharandt – Kurort Hartha – Grillenburg – Klingenberg |
| 365   | Schmiedeberg – Hennersdorf – Hartmannsdorf – Frauenstein – Hermsdorf – Seyde |
| 366   | Früh: Dresden-Zentrum – Dresden Hbf – Gittersee – Kleinnaundorf – Bannewitz – Hänichen – Possendorf Nachmittag: Possendorf – Hänichen – Bannewitz – Kleinnaundorf – Gittersee – Dresden Hbf – Dresden-Zentrum |
| 367   | Kurort Kipsdorf – Schellerhau – Kurort Altenberg – Zinnwald – Geising |
| 368   | Glashütte – Bärenstein – Lauenstein – Liebenau – Fürstenau – Geising – Kurort Altenberg |
| 369   | Dippoldiswalde – Kurort Kipsdorf – Oberbärenburg – Falkenhain – Glashütte |
| 370   | Dippoldiswalde – Schmiedeberg – Falkenhain – Oberbärenburg – Kurort Altenberg |
| 372   | Heidenau − Dohna − Glashütte |
| 373   | Kurort Altenberg – Rehefeld – Hermsdorf |
| 374   | Ski- und Wanderbus: Zinnwald – Kurort Altenberg – Oberbärenburg – Kipsdorf – Schellerhau |
| 375   | Beerwalde / Paulsdorf – Ruppendorf – Klingenberg – Höckendorf – Borlas |
| 376   | Dippoldiswalde – Seifersdorf – Borlas – Rabenau – Freital-Deuben |
| 378   | Schmiedeberg – Hennersdorf – Schönfeld – Hermsdorf |
| 379   | Ruppendorf – Klingenberg – Pretzschendorf – Hartmannsdorf – Frauenstein |
| 380   | Dippoldiswalde – Reichstädt – Ruppendorf – Beerwalde – Pretzschendorf |
| 382   | Dippoldiswalde – Reichstädt – Ruppendorf – Höckendorf – Edle Krone – Tharandt / – Dorfhain |
| 385   | Glashütte – Börnchen – Liebenau – Lauenstein – Geising |
| 386   | Dresden-Dobritz – Dresden-Prohlis – Kreischa – Reinhardtsgrimma – Glashütte |
| 387   | Dippoldiswalde – Frauendorf – Reinhardtsgrimma |
| +388  | Dippoldiswalde – Niederfrauendorf – Glashütte |
| 389   | Dippoldiswalde – Reinhardtsgrimma – Schlottwitz − Glashütte |
| 398   | Kurort Altenberg – Zinnwald – Teplice (ČZ) |